# NHK下关支局
NHK下关支局（日语：／），是日本放送協會位於山口縣下关市的支局，也是負責主管當地事務的放送支局。

## 频道频率一览

### 电视频道
- NHK综合频道16ch（100W、ID:1）、模擬39ch（1kW・2011年7月24日停波時）
- NHK教育频道13ch（100W、ID:2）・模擬41ch（1kW・2011年7月24日停波時）

### 广播频率
- NHK第一广播1026kHz（100W）
- NHK第二广播1359kHz（100W）
- NHKFM83.1MHz（50W）

## 外部連結
- NHK山口放送局公式サイト （页面存档备份，存于）